# Леон Доде
Альфонс Марі Венсан Леон Доде (фр. Alphonse Marie Vincent Léon Daudet; 16 листопада 1867, Париж — 30 червня 1942, Сен-Ремі-де-Прованс) — син французького письменника Альфонса Доде (1840—1897), літературний критик, публіцист, полеміст, романіст і мемуарист.

## Біографія
Леон Доде з дитинства був оточений діячами культури тих часів, знайомих з його батьками. Почав свій творчий шлях як головний редактор паризької газети «Вільне слово» (La Libre parole), після чого разом з Шарлем Моррасом заснував «Аксьо́н Франсе́з», газету націоналістичного і монархічного спрямування, що стала головним друкованим органом однойменного антиреспубліканського руху.
Одружився з онукою Віктора Гюго, Жанною Гюго, але невдовзі вони розлучилися. Після чого Жанна Гюго вийшла заміж за Жана-Батіста Шарко. У 1903 році Леон Доде одружився вдруге — зі своєю кузиною, Марті Аляр, теж монархісткою.
Був обраний депутатом від Парижа в 1920—1924 роках до Державних зборів. У 1924 році життя Леона було затьмарене смертю його 14-літнього сина Філіпа (Affaire Philippe Daudet) при підозрілих обставинах на тлі анархізму. Поліція класифікувала справу як самогубство, з чим батько не бажав ніяк погоджуватися.